# استراتيجية كبرى

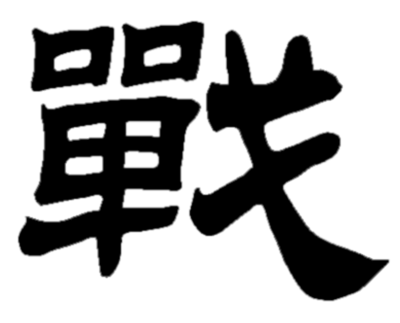

الاستراتيجية الكبرى في علم التخطيط الحربي ، عبارة عن استخدام جميع الوسائل الممكنة لدى جماعة آمنة ، وهذه الاستراتيجية تهدف إلى التنسيق بين موارد الجماعة وتوجيهها لبلوغ الهدف السياسي الذي شنت الحرب لأجله والمحدد سلفا .